# Westlicher Marxismus
Westlicher Marxismus ist ein Begriff, den Maurice Merleau-Ponty in den 1950ern aufbrachte, aber erst durch Perry Anderson und seine viel beachtete Studie Über den Westlichen Marxismus (1976) populär wurde. Unter „westlichem Marxismus“ versteht Anderson eine im Gefolge des Ersten Weltkrieges entstandene marxistische Strömung, die durch eine „strukturelle Trennung von der politischen Praxis“ und eine „grundlegende“ Schwerpunktverlagerung des Marxismus „hin zur Philosophie“ gekennzeichnet ist. Damit verknüpft sei eine geographische Verschiebung des Marxismus von Osten nach Westen, mit den Zentren Deutschland, Frankreich und Italien. Zu den Protagonisten des westlichen Marxismus zählt er Georg Lukács und Karl Korsch mit ihren 1923 veröffentlichten Schriften Geschichte und Klassenbewußtsein sowie Marxismus und Philosophie.

## Charakter
Mit der zunehmenden Ferne zur „Praxis der Arbeiterklasse“ näherten sich die Theoretiker des westlichen Marxismus stärker „zeitgenössischen nicht-marxistischen oder idealistischen Denksystemen“  an. Zugleich erfolgte eine „allgemeine nach rückwärts gewandte Suche nach den geistigen Vorfahren des Marxismus im europäischen Denken“. Die in dieser Zeit entstandenen theoretischen Ansätze sind nach Anderson durch folgende drei Merkmale gekennzeichnet:
1. „deutliche Dominanz von Arbeiten auf erkenntnistheoretischem Gebiet, die sich im Wesentlichen auf Methodenfragen konzentrierten“
2. Konzentration auf die „Strukturen des kulturellen Überbaus“, insbesondere auf Fragen der Ästhetik
3. „durchgehender Pessimismus“ bei Fragen außerhalb des kulturellen Bereichs

Stilistisch seien die Werke der Vertreter des westlichen Marxismus durch eine „seltsame Esoterik“ und eine gewundene Sprache gekennzeichnet.
Sie gehörten einer Literatur an, „die der Welt von Marx, Labriola oder Lenin im tiefsten Grunde fremd ist“. Spätere Analysen des westlichen Marxismus durch die Neue Marx-Lektüre verwiesen hingegen darauf, dass vom westlichen Marxismus ein wesentlicher Aspekt von Marx’ Denken aufgegriffen wurde, der in der traditionellen Rezeption des Marxismus durch den primären Bezug auf die Schriften von Friedrich Engels abhandengekommen bzw. popularisierend verflacht worden sei. Das traditionell marxistische Verständnis von Praxis als Aktion stehe im Widerspruch zu Marx’ Begriffen des Fetisches und der Entfremdung von Arbeit. Jede Aktion bleibe in kapitalistischen Kategorien befangen, solange diese nicht von Grund auf reflektiert und dadurch bereits überwunden wurden. Der westliche Marxismus definierte sich demnach nicht durch eine Abkehr von der Praxis, sondern distanzierte sich von einem Praxisbegriff, der Denken nicht in sich einschließt, nicht selbst als Praxis begreift. Die Problematik eines solchen Praxisbegriffs offenbarte sich in den anti-intellektuellen Bestrebungen nach einer Erlösung durch die Tat, wie sie sowohl im Stalinismus als auch im Nationalsozialismus („Sozialismus der Tat“) propagiert wurde.
Bezüglich des Stalinismus weise der westliche Marxismus ein zweideutiges Verhältnis auf. Er habe den Stalinismus nie vollständig akzeptiert, aber auch nie aktiv bekämpft. Außerhalb des Stalinismus gab es für ihn letztlich „kein anderes wirkliches  Feld  sozialistischer  Aktion“.
Ein wesentliches Charakteristikum der Vertreter des westlichen Marxismus sei, dass sie nach dem Zweiten Weltkrieg fast ausnahmslos an den Universitäten angestellt waren und dort einen Lehrstuhl für Philosophie innehatten. Die Universitäten wurden für sie „Bereiche  des  Rückzugs  und  der  Verbannung  von  den  politischen Kämpfen in der Welt draußen“.

## Einordnung
| Klassischer Marxismus (1. Generation)                                                                                  | Klassischer Marxismus (2. Generation) | Westlicher Marxismus (bis 1968) | Neuer Marxismus (seit 1968) / Trotzkismus                                          |
| --- | --- | --- | ---------------------------------------------------------------------------------- |
| Marx (1818–1883) Engels (1820–1895) Labriola (1843–1904) Mehring (1846–1919) Kautsky (1854–1938) Plechanow (1856–1918) | Lenin (1870–1924) Luxemburg (1871–1919) Hilferding (1877–1941) Trotzki (1879–1940) Bauer (1881–1938) Preobraschenski (1886–1937) Bucharin (1888–1938) | Lukacs (1885–1971) Korsch (1886–1961) Gramsci (1891–1937) Benjamin (1892–1940) Horkheimer (1895–1973) Della Volpe (1895–1968) Marcuse (1898–1979) Lefebvre (1901–1991) Adorno (1903–1969) Sartre (1905–1980) Goldmann (1913–1970) Althusser (1918–1990) Colletti (1924–2001) | Trotzki (1879–1940) Deutscher (1907–1967) Rosdolsky (1898–1967) Mandel (1923–1995) |

Als historischer Ausgangspunkt des westlichen Marxismus wird die mit dem Beginn des Ersten Weltkrieges entstehende Krise der sozialistischen Arbeiterbewegung angesehen. Wesentliche Faktoren waren dabei das Zerbrechen der Zweiten Internationale (1914), die Spaltung der Arbeiterbewegung, das Scheitern der Revolutionen in Mittel- und Südeuropa (1918–23) und der Sieg des Faschismus seit 1922.
Vorgänger des westlichen Marxismus war nach Anderson der „klassische Marxismus“. Während dessen Vertreter der ersten Generation (Labriola, Mehring, Kautsky, Plechanow) sich mehr um eine „Vervollständigung als einer Weiterentwicklung des Marxschen Erbes“ bemühten, sahen es die Vertreter der zweiten Generation als ihre Hauptaufgabe an, die Theorie weiterzuentwickeln, „um die Weiterentwicklung der Produktivkräfte und der Produktionsverhältnisse (Monopolkapital und Imperialismus) zu erfassen“.
Dazu trat mit der russischen Revolution von 1905 die Frage einer marxistischen Politik auf die Tagesordnung, die vor allem von Trotzki und Lenin aufgegriffen wurde.
Die Ablösung des westlichen Marxismus wurde nach Anderson mit den Unruhen des Mai 1968 in Frankreich, der „einen entscheidenden Wendepunkt in der Geschichte“ darstelle. In dem erneuten Auftreten revolutionärer Massen außerhalb der Kontrolle einer bürokratisierten Partei „zeichnete sich die Möglichkeit der Wiedervereinigung von marxistischer Theorie und Praxis der Arbeiterklasse ab“.
Diesen „Neuen Marxismus“, der auch unter dem Eindruck der Niederschlagung des Prager Frühlings und der damit verbundenen endgültigen Diskreditierung des sowjetischen Marxismus-Leninismus hervortrat, sieht Anderson in der Tradition von Leo Trotzki und seinen wichtigsten Erben Isaac Deutscher, Roman Rosdolsky und Ernest Mandel.
Im Unterschied zum westlichen Marxismus sei der Trotzkismus grundsätzlich „internationalistisch“ ausgerichtet. Im Zentrum seiner Theorie stünden „Politik und Ökonomie, nicht die Philosophie“.